# Аксьол
Аксьо́л (рос. Аксёл, ерз. Аксел) — село у складі Темниковського району Мордовії, Росія. Адміністративний центр Аксьольського сільського поселення.
Населення — 603 особи (2010; 804 у 2002).
Національний склад (станом на 2002 рік):
- росіяни — 93 %